# Xamaix-xuma-ukin
Xamaix-xuma-ukin o Šamaš-šuma-ukin va ser rei de Babilònia, de la X Dinastia o Dinastia assíria. Va regnar del 668 aC al 648 aC segons la Llista dels reis de Babilònia.
Va pujar al tron quan el seu germà Assurbanipal rei d'Assíria li va cedir quan va renunciar a la corona de Babilònia respectant la voluntat del seu pare Assarhaddon. El regne de Babilònia s'havia vist reduït a les ciutats de Babilònia, Borsippa, Kutha i Sippar i els seus entorns, i Xamaix-xuma-ukin estava gelós del seu germà petit que s'havia quedat amb la major part del regne. A més Assurbanipal pretenia exercir el control sobre les seves poques possessions.
L'any 652 aC Xamaix-xuma-ukin va creure que podia aprofitar el descontent general per sublevar-se contra el seu germà. Va establir relacions amb Egipte, els àrabs i els prínceps de Síria, i amb diners repartits generosament va aconseguir reunir molts partidaris. El primer va ser el País de la Mar, i després Elam. Assíria va reaccionar i va enviar tropes per assetjar Babilònia. Un altre cos de l'exèrcit assiri va ocupar el País de la Mar, i Elam va anar en socors de la capital babilònica. L'exèrcit assiri va derrotar els reforços elamites prop de la ciutat de Der, i una mica després va derrotar els babilonis, i va matar Xamaix-xuma-ukin. Al seu lloc, Assurbanipal va nomenar Kandalanu, que encara que portava el títol de rei no era res més que un governador assiri.